# Diecezja Linares (Meksyk)
Diecezja Linares (łac. Dioecesis Linarina) – diecezja Kościoła rzymskokatolickiego w Meksyku, sufragania archidiecezji Monterrey.

## Historia
30 kwietnia 1962 roku papież Jan XXIII konstytucją apostolską Proficientibus cotidie erygował diecezję Linares. Dotychczas wierni z tych terenów należeli do archidiecezji Monterrey.

## Ordynariusze
- Anselmo Zarza Bernal (1962 - 1966)
- Antonio Sahagún López (1966 - 1973)
- Rafael Gallardo García OSA (1974 - 1987)
- Ramón Calderón Batres (1988 - 2014)
- Hilario González García (2014 - 2020)
- César Alfonso Ortega Díaz (od 2022)